# Церковь Сан-Хуан-эль-Реаль
Сан-Хуан-эль-Реаль (исп. Iglesia de San Juan el Real) — приходская католическая церковь в центре столицы Княжества Астурия города Овьедо, с 2014 года несущая статус малой базилики.
Первая христианская церковь на этом месте восходит к 862 году; небольшой дороманский храм, построенный Альфонсо III Великим рядом со своим дворцом, стал вторым в Овьедо после церкви Сан-Тирсо. В XI веке ему на смену пришла новая церковь Сан-Хуан-эль-Реаль, в романском стиле, дожившая до 1882 года.
Современный храм архитектора Луиса Беллидо, построенный в 1912—1915 годах, выполнен в богато украшенном эклектичном историческом стиле с преобладанием неороманских и византийских форм.
Трёхнефная базилика имеет в плане форму латинского креста с боковыми часовнями и большим полукруглым куполом над средокрестием. На главном фасаде с высоким фронтоном, фланкированном двумя колокольнями, — огромное трёхсекционное окно с витражами. Храм облицован розовым и белым камнем, покрыт ярко-красной черепицей и обильно декорирован лепниной.
В современную церковь Сан-Хуан-эль-Реаль из прежней церкви был перенесён ряд барочных икон, а также увенчанная бюстом золотая рака 1594 года с мощами блаженного Педро Компадре, — сподвижника святого Франциска Ассизского, основавшего в Овьедо первый францисканский монастырь (ныне не сохранившийся).
В церкви Сан-Хуан-эль-Реаль 23 октября 1923 года Франсиско Франко, в ту пору подполковник, торжественно венчался с Марией дель Кармен Поло-и-Мартинес-Вальдес. Здесь же в 1926 году была крещена их единственная дочь Мария дель Кармен. В одной из боковых часовен покоятся останки тестя и тёщи Франко — Фелипе Поло-Флореса и Рамоны Мартинес-Вальдес.
Полвека с 1960-х годов и до 18 апреля 2012 года приходским священником Сан-Хуан-эль-Реаль был Фернандо Рубио Бардон. В 2004 году площадь перед церковью получила его имя.